# HC Red Ice
Der HC Red Ice Martigny-Verbier-Entremont war ein Schweizer Eishockeyklub aus Martigny, der 2008 aus der Fusion des HC Martigny mit dem  HC Verbier Val-de-Bagnes entstand. Von 2012 bis 2017 nahm der Verein am Spielbetrieb der National League B teil. 2018 wurde der Verein mit dem Sion HC und dem HC Monthey-Chablais zum HC Valais-Chablais fusioniert.

## Geschichte
Nach der Saison 2007/08 beschloss die Generalversammlung des HC Martigny den Rückzug aus der National League B. Aufgrund der finanziell angespannten Lage fusionierte dieser anschließend mit dem ambitionierten  HC Verbier Val-de-Bagnes zum HC Red Ice. Anschließend nahm der Verein den Spielbetrieb in der 1. Liga auf und konnte 2009 die Meisterschaft der Gruppe Westschweiz (Romandie) gewinnen. Finanziert wurde die Spielbetriebs AG der Profimannschaft von einer Grupper russischer Investoren. In den folgenden zwei Jahren wiederholte das Team diesen Erfolg und wurde zudem Vize-Amateurmeister.
Mit dem Finalsieg über den EHC Winterthur gewann der HC Red Ice 2012 die Schweizer Amateurmeisterschaft und erhielt das sportliche Aufstiegsrecht in die NLB. Da auch die Lizenzierung positiv verlief, durfte der Verein am Spielbetrieb der NLB teilnehmen. Nach dem Aufstieg wurde mit Albert Malgin ein neuer Trainer verpflichtet, zudem beendete Igor Fedulow seine Karriere und wurde Assistenztrainer. Mit Aleksejs Širokovs wurde zudem ein lettischer Nationalspieler verpflichtet.
Im Dezember 2015 wurde Albert Malgin aus dem Traineramt entlassen und interimistisch durch Adrien Plavsic ersetzt.
In der Saison 2015/16 gelangte Red Ice Martigny ins Playoff-Halbfinale, nachdem die Qualifikation auf dem siebten Rang abgeschlossen worden war. Nachdem der SC Langenthal im Viertelfinale besiegt werden konnte, unterlag die Mannschaft im Halbfinale den Rapperswil-Jona Lakers.
Für die Saison 2016/17 wurde der slowenische Trainer Matjaž Kopitar verpflichtet. Man schloss die Qualifikation als Drittplatzierter ab und musste sich im Playoff-Viertelfinal mit 1:4-Spielen HC Ajoie beugen.
Im Februar 2017 kündigten die russischen Investoren den Rückzug aus der Finanzierung der Profimannschaft an, daraufhin zeigten sich erste finanzielle Probleme. Im Juni 2017 verhängte ein regionales Gericht letztlich den Konkurs über die HC Red Ice AG, damit einher ging der Ausschluss aus der NLB. Der Verein trat deshalb in der Saison 2017/18 unter dem neuen Namen HC Red Ice Martigny-Verbier-Entremont in der 2. Liga an. Auf Anhieb gelang dabei der Aufstieg in die 1. Liga. Im Sommer 2018 erfolgte dann die Fusion mit dem Sion HC (MSL) und dem HC Monthey-Chablais (2. Liga) zum HC Valais-Chablais (HCV). Die erste Mannschaft tritt dabei in der MySports League an, wobei sie ihre Heimspiele im Forum d'Octodure in Martigny austrägt.